# Marienaltar Leipzig-Lützschena

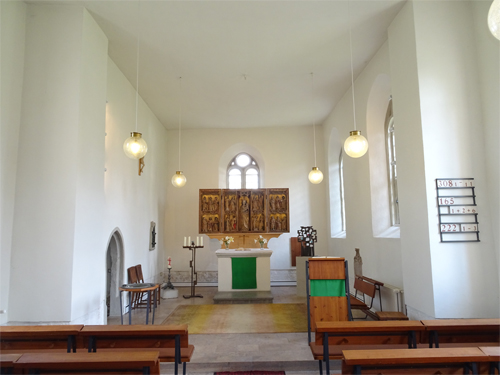
Blick zum Altarraum mit der Festtagsseite des Marienaltars

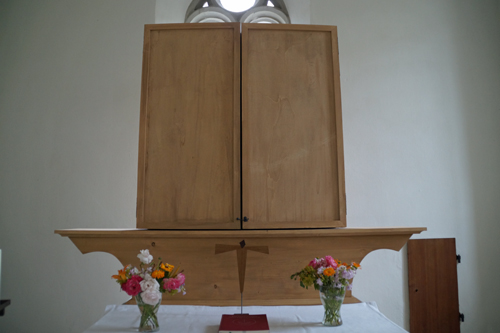
Der geschlossene Altarschrein

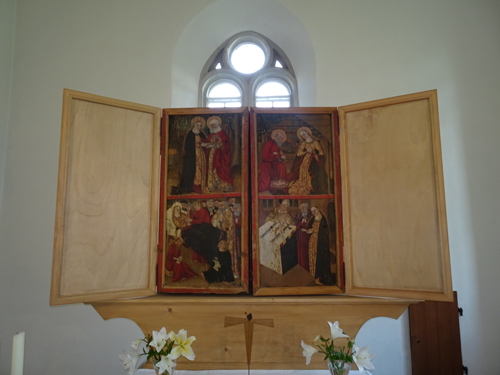
Die erste Wandlung

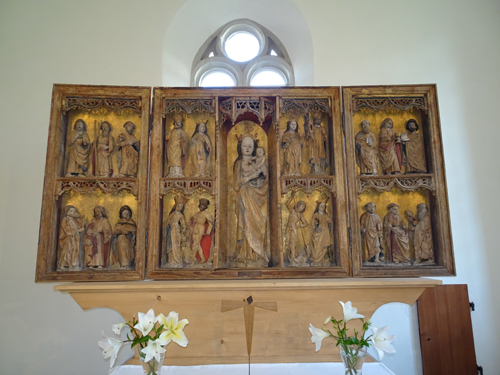
Die zweite Wandlung/Festtagsseite

Der Marienaltar der Schloßkirche Leipzig-Lützschena ist ein fünfflügliger spätgotischer Schnitzaltar. Der Korpus besteht aus Nadelholz, die Heiligenfiguren sind aus Lindenholz geschnitzt. Die Werkstatt, in der er um 1460 entstand, ist unbekannt.

## Geschichte
Die Entstehung des Lützschenaer Marienaltars fällt in die zweite Hälfte des 15. Jahrhunderts. Man vermutet einen Zusammenhang mit einer Stiftung durch die seit 1404 mit dem Dorf belehnte Familie von Üchtritz.
Als 1822 Maximilian Speck (1776–1856), seit 1829 Freiherr Speck von Sternburg, die Herrschaft Lützschena erwarb, ließ er bereits ein Jahr später das Innere der Kirche klassizistisch umgestalten und an die Stelle des Flügelaltars einen protestantischen Kanzelaltar aufstellen. Anlässlich des Geburtstags seiner Frau Charlotte geb. Hänel von Cronenthall (1787–1836) wurde im Jahre 1835 der Ostgiebel der Kirche neu verputzt und dort, also an der Außenseite der Kirche, der Flügelaltar angebracht.
Pfarrer Ernst Moritz Reichel (1798–1863) vermerkt in dem von ihm verfassten Pfarr- und Ortsjournal:

„Der Mai trat sogleich mit dem mildesten Frühlingswetter ein, und bedeckte bald die Bäume um uns her mit einem weißen Blüthenschnee. … Auch die benachbarte Kirche erfuhr zu gleicher Zeit die vortheilhafteste Verbesserung und Verschönerung. Der Herr Baron ließ deren Giebel abputzen, um das ehemalige Altarblatt daran zu befestigen und ihn mit einem neuen Zifferblatt zu versehen, …
Im 8. Mai erschien uns einer der festlichsten Tage, der Geburtstag unserer hochverehrten Frau Charlotte SpeckSternburg [sic!]. … Gesang und Segen beschloß die religiöse Feier, … worauf in Lützschena auf dem freien Platz vor dem festlich verzierten Giebel der Kirche ein Frühstück servirt ward.“

Im Jahre 1855 wurde der Leipziger Architekt Oscar Mothes (1828–1903) mit dem Umbau der Lützschenaer Kirche beauftragt. Als Mitglied der Deutschen Gesellschaft zur Erforschung vaterländischer Sprache und Alterthümer in Leipzig setzte er sich dafür ein, dass der Flügelaltar in deren Obhut kam. Eigentümer blieb laut Schreiben vom 14. September 1855 und nochmals durch ein Revers vom 19. Mai 1857 die Kirchgemeinde Lützschena.
Über das Kunsthistorische Institut der Universität Leipzig gelangte der Flügelaltar 1947 in das Depot des Stadtgeschichtlichen Museums der Stadt Leipzig.
Sowohl vor wie nach dem Zweiten Weltkrieg versuchte der Kirchenvorstand, den Flügelaltar wieder in der Lützschenaer Kirche aufzustellen. Die Projekte scheiterten aus unterschiedlichsten Gründen. Auch die Grundsanierung der Schloßkirche Ende der 1960er/Anfang der 1970er Jahre unter Leitung des kirchlichen Baupflegers Gerhart Pasch zielte auf die Wiederaufstellung des Flügelaltars, was die staatlichen Stellen wiederum verhinderten.
An seine Stelle trat nun ein von dem Leipziger Künstlerehepaar Ulrike und Thomas Oelzner geschaffenes Altarkreuz aus Metall und Glas.
Im Sommer des Jahres 2012 wurden unter Vermittlung des Kunstförderers Wolf-Dietrich Speck von Sternburg neuerlich Verhandlungen mit der Stadt Leipzig und dem Stadtgeschichtlichen Museum begonnen, die schließlich die Rückgabe des Flügelaltars ermöglichten.
Im Mai 2013 beschloss der Lützschenaer Kirchenvorstand die Rückführung des Flügelaltars. Das Projekt wurde am 27. Juni 2013 öffentlich vorgestellt, wobei ein Modell in Originalgröße enthüllt wurde und bereits am 24. Juli 2013 – nach einer ersten Notsicherung der Malschicht – erfolgte die Rückführung des Altars an seinen historischen Ort.
Nachdem mit Unterstützung des Vereins Kunstretter e. V. die erforderlichen Mittel beim Freistaat Sachsen, der Deutschen Stiftung Denkmalschutz, der Ostdeutschen Sparkassenstiftung zusammen mit der Sparkasse Leipzig, der Sächsischen Landeskirche sowie privater Sponsoren eingeworben waren, begann im September 2014 die Restaurierung. Gleichzeitig erfolgte eine intensive Diskussion über den zukünftigen Aufstellungsort. Eine eigens gebildete Kommission empfahl schließlich die Aufstellung auf dem Altarplatz und die Platzierung des Oelzner-Kreuzes in der Achse des vormittäglichen Lichteinfalls. Dieser Empfehlung schloss sich der Kirchenvorstand am 14. Mai 2015 an.
Mit einem Festgottesdienst am 28. Juni 2015 wurde der Altar feierlich wieder geweiht.

## Der geschlossene Altarschrein
Sowohl die historischen Dokumente als auch die Anordnung der Scharniere sprechen für einen fünfflügligen Altarschrein. Davon sind drei, der Mittelschrein (1) und die inneren Flügel (2 + 3), noch erhalten. Im Rahmen der Restaurierung wurden zwei Flügel nach historischem Muster ergänzt, die bewusst nicht gestaltet wurden, um der Gemeinde die Möglichkeit zu geben, nach einer intensiven Diskussion hierzu eine Entscheidung zu treffen.

## Die erste Wandlung
Nach der ersten Wandlung sind somit nur vier Szenen aus dem Zyklus der Marienfeste auf den inneren Flügeln zu sehen. Oben links findet sich die Begegnung von Maria und Elisabeth (Mariä Heimsuchung, 2. Juli). Rechts daneben folgt die Christgeburt (Weihnachten, 25. Dezember) und darunter Jesu Darstellung im Tempel (Mariä Lichtmess, 2. Februar). Unten links beschließt das Bildprogramm der Tod Marias inmitten der Apostel (Mariä Aufnahme in den Himmel, 15. August).

## Die zweite Wandlung / Festtagsseite
Der Marienaltar der Schloßkirche zeigt auf der Festtagsseite im Zentrum Maria als Himmelskönigin mit dem Jesuskind auf dem Arm. Beide werden flankiert von acht Heiligen; auf der linken Seite oben Nikolaus und Katharina, darunter Dorothea und Mauritius. Rechts finden sich oben Barbara und Wolfgang sowie unten Georg und Margarethe.
In den beiden Seitenflügeln sind die 12 Apostel jeweils in Dreiergruppen angeordnet. Von diesen können derzeit zugeordnet werden:
- links oben in der Mitte: Andreas
- links unten: Matthias, Petrus und Jakobus d. Ä.
- rechts oben links sowie in der Mitte: Paulus und Johannes
- rechts unten rechts: Simon[3]